# Гроэ, Марсело
Марсе́ло Гро́э (порт. Marcelo Grohe; род. 13 января 1987, Кампу-Бон, Риу-Гранди-ду-Сул) — бразильский футболист немецкого происхождения, вратарь саудовского клуба «Аль-Холуд».

## Клубная карьера
Гроэ — воспитанник клуба «Гремио». В 2005 году Марсело был включён в заявку команды, как третий вратарь. 18 января 2006 года в матче против «Сан-Луиса» он дебютировал на профессиональном уровне. В 2007 году Марсело дошёл с командой до финала Кубка Либертадорес. В 2012 году Гроэ стал основным вратарём «Гремио». В составе клуба он дважды становился серебряным призёром бразильской Серии А, а также трижды выигрывал Лигу Гаушу. В 2017 году сыграл во всех матчах Кубка Либертадорес, выигранного «Гремио» в третий раз в истории.
В 2014 году установил рекорд «Гремио» по времени без пропущенных голов. Серия Гроэ продолжалась 804 минуты — это пятый результат за всю историю Серии A чемпионата Бразилии.

## Международная карьера
В 2015 году Гроэ попал в заявку сборной Бразилии на участие в Кубке Америки в Чили. На турнире он был третьим вратарём и на поле так и не вышел. В 2015 году провёл две товарищеские игры за основную сборную своей страны.

## Достижения
Командные
 «Гремио»
- Обладатель Кубка Бразилии — 2016
- Обладатель Кубка Либертадорес — 2017
- Чемпион Суперкласико Америки — 2014
- Чемпион штата Риу-Гранди-ду-Сул — 2006, 2007, 2010

Индивидуальные
- Серебряный мяч участнику символической сборной чемпионата Бразилии (2): 2014, 2015 (лучший вратарь чемпионата)